# Hwansang geotap
Hwansang geotap (환상거탑?; lett. "Torre di fantasia"; titolo internazionale Fantasy Tower) è una serie televisiva sudcoreana trasmessa su tvN dal 17 luglio al 4 settembre 2013. Si tratta di una serie antologica in cui ogni episodio, diviso in due parti e di genere fantastico, rappresenta una storia a sé.

## Personaggi

### Episodio 1
- Min-chul, interpretato da Kang Sung-jin
- Mi-sun, interpretata da Lee Ha-rin
- Gan-soo, interpretato da Nam Sung-jin
- Kim Sang-jin, interpretato da Jo Dal-hwan
- Lee Eun-sun, interpretata da Kim Sa-hee

### Episodio 2
- Kang Dong-wook, interpretato da Ahn Jae-mo
- Kang Dong-min, interpretato da Kim Seung-hyun
- Park Hyun-jin, interpretata da Shin Ji-soo
- Sung Tae-joon, interpretato da Kang Sung-min
- Kim Hyo-jung, interpretata da Jung Won
- Jun Byung-hak, interpretato da Lee Byung-wook
- Hyung-shik, interpretato da Hong Kyung-in

### Episodio 3
- Lily, interpretata da Sung Eun
- Ji-soo, interpretata da Cha Hyun-jung
- Ji-min, interpretata da Kim Jung-mi
- Min-suk, interpretato da Jung Wook
- May, interpretata da Kim Se-hee

### Episodio 4
- Dal-soo, interpretato da Danny Ahn
- Bella ragazza sul manifesto, interpretata da Lee Ha-rin
- Myung-soo, interpretato da Yoon Jin-yung
- Go Yoo-mi, interpretata da Kim Chae-yun
- Sindaco, interpretato da Sung Yoo-bin

### Episodio 5
- Yong-wan, interpretato da Song Jae-rim
- Eun-sung, interpretata da Sol Bi
- Yoo-mi, interpretata da Kwak Ji-min
- Young-jong, interpretato da Hwang Joon-won
- Mi-young, interpretato da Lee Tae-young

### Episodio 6
- Mi-yun, interpretata da Ahn Hye-kyung
- Hee-sun, interpretata da Jung Myung-ok
- Yoo-seuk, interpretata da Im Ji-woon
- Ki-soo, interpretato da Yoon Jin-young
- Min-ki, interpretato da Kim Dae-hyun
- Barista, interpretato da Kang Suk-jung
- Hwan-joo, interpretato da Lee Sang-in
- Ha-na, interpretata da Han Seul-ah
- Yoon-hee, interpretata da Oh Soo-min
- Manager di coppia, interpretata da Jang Yoon-hee

### Episodio 7
- Mal-sook, interpretata da Park Min-kyung
- Sang-shik, interpretato da Shim Hyun-sub
- Seung-yub, interpretato da Lee Seung-yub
- Seung-kwan, interpretato da Lee Kyun
- Yun-soo, interpretata da Jiyul
- Insegnante d'inglese, interpretato da Bae Ki-sung

### Episodio 8
- Hwan-suk, interpretata da Oh Tae-ha
- Yoo-ri, interpretata da Han So-yung
- Tae-soo, interpretato da Lee Jae-hwan
- Min-ho, interpretato da Lee Min-hyuk
- Sun-ho, interpretato da Yoo Tae-woong
- Lee Hyun-bin
- Song Hyun-ji, interpretata da Kim Bin-woo
- Caposquadra, interpretato da Hwang Joon-won
- Caposquadra, interpretata da Lee Chae-ri
- Presidente, interpretato da Han Choon-il

## Colonna sonora
1. 비온날 – Min Kyu
2. 고장난 심장 – Lee Ha-rin
3. 헤어지자는 – Joony
4. 자꾸만 눈물이 – Lee Ji-soo
5. 비온날 (Inst.)
6. 고장난 심장 (Inst.)
7. 고장난 심장 (Piano ver.)
8. 헤어지자는 (Inst.)
9. 자꾸만 눈물이 (Inst.)